# Ftalocianina de cobre

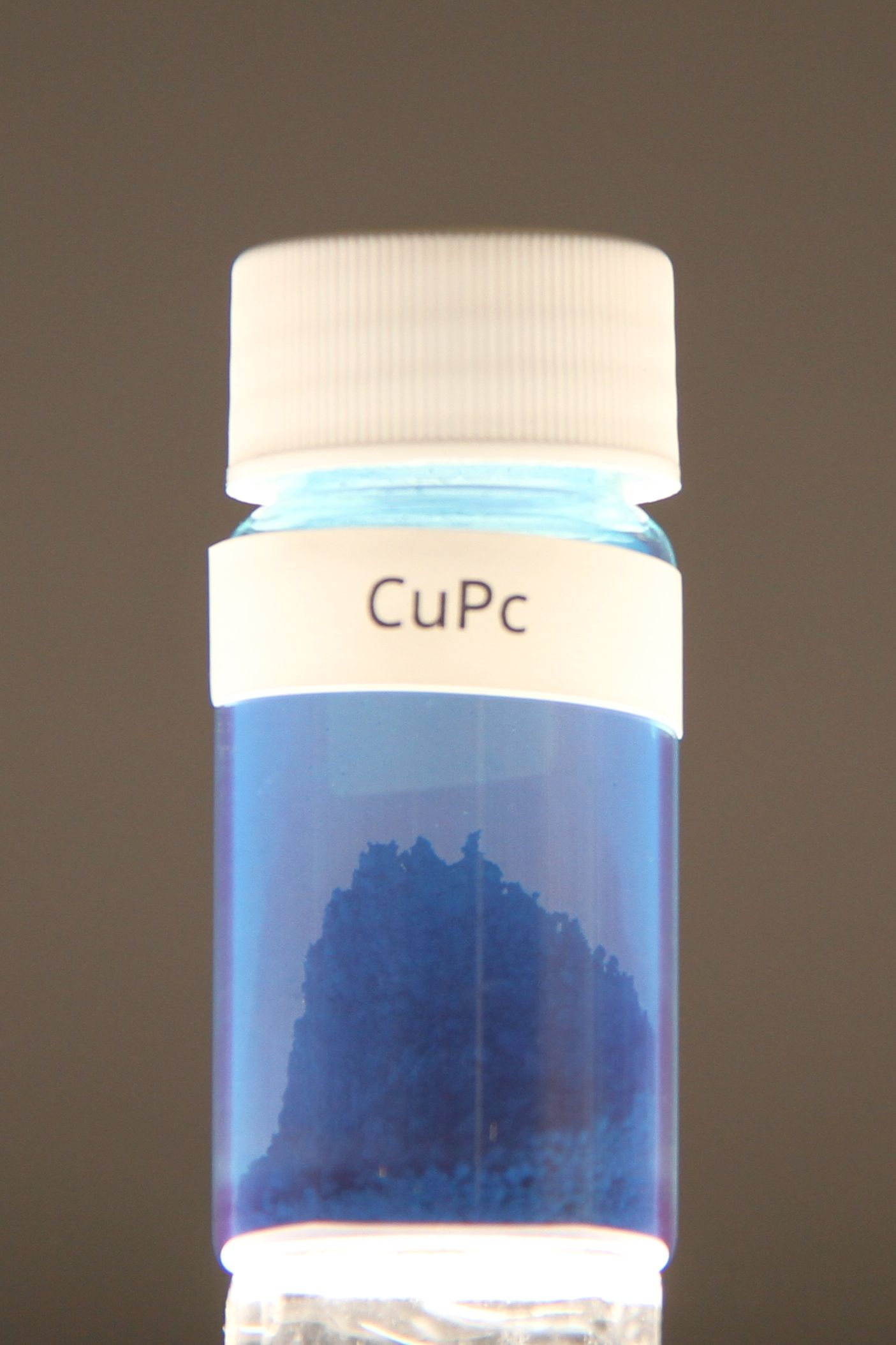
Ftalocianina de cobre en polvo

La ftalocianina de cobre (CuPc), también llamada azul de ftalocianina, azul de ftalo y muchos otros nombres, es un pigmento azul brillante, cristalino y sintético del grupo de los tintes de ftalocianina. Su azul brillante se utiliza con frecuencia en pinturas y tintes. Es muy apreciado por sus propiedades superiores, como la solidez a la luz, la fuerza tintórea, el poder cubriente y la resistencia a los efectos de álcalis y ácidos. Tiene el aspecto de un polvo azul, insoluble en la mayoría de los disolventes, incluida el agua.

## Historia
El descubrimiento de las ftalocianinas metálicas se remonta a la observación de subproductos intensamente coloreados procedentes de reacciones del ácido ftálico (ácido benceno-1,2-dicarboxílico) o sus derivados con fuentes de nitrógeno y metales. La CuPc (ftalocianina de cobre) se preparó por primera vez en 1927 mediante la reacción de cianuro de cobre(I) y o-dibromobenceno, que produce principalmente ftalonitrilo incoloro, así como un subproducto intensamente azul. Un par de años más tarde, los trabajadores de Scottish Dyes observaron la formación de trazas de colorantes de ftalocianina en la síntesis de ftalimida por la reacción de anhídrido ftálico y amoníaco en presencia de hierro metálico. En 1937, DuPont empezó a producir azul de ftalocianina de cobre en EE. UU. con el nombre comercial de Monastral Blue, tras haberlo lanzado previamente en Gran Bretaña (ICI) y Alemania (I.G. Farbenindustrie) en 1935.
Las primeras formas alfa presentaban dificultades para formar dispersiones estables, sobre todo en mezclas con titanio rutilo, donde el pigmento azul tendía a flocular. La forma beta era más estable, al igual que la forma alfa estabilizada mejorada. Hoy en día, existen aún más formas isoméricas disponibles.

## Sinónimos y nombres comerciales
La sustancia, de nombre IUPAC (29H,31H-ftalocianinato(2-)-N29,N30,N31,N32)cobre(II), se conoce por muchos nombres, como azul monastral, azul ftalo, azul helio, azul thalo, azul Winsor, azul de ftalocianina, C. I. Pigment Blue 15:2, azul de ftalocianina de cobre, tetrabenzoporfirazina de cobre, Cu-phthaloblue, P.B.15 .2, C.I. 74160, y British Rail Blue. Existen numerosos nombres comerciales y sinónimos. También se utiliza la abreviatura "CuPc".

## Fabricación
Dos procesos de fabricación han adquirido importancia comercial para la producción de ftalocianina de cobre:
- El proceso del ftalonitrilo, utilizado principalmente en Alemania.
- El proceso de anhídrido ftálico/urea, desarrollado en Gran Bretaña y en Estados Unidos.

Ambos métodos pueden llevarse a cabo sin disolvente (proceso de cocción) o con disolvente (proceso con disolvente). Con el proceso con disolvente pueden obtenerse mayores rendimientos (> 95%) que con el proceso de cocción (70 a 80%), por lo que el proceso con disolvente ha tenido inicialmente más interés. Sin embargo, las tendencias recientes muestran una tendencia inversa para el proceso de cocción, principalmente por motivos económicos y ecológicos (sin disolventes, plazo de entrega más corto).

### Proceso del ftalonitrilo
Este enfoque consiste en calentar el ftalonitrilo con una sal de cobre, normalmente cloruro de cobre(I), entre 200 °C y 240 °C. La ecuación de reacción bruta del ftalonitrilo puede escribirse como sigue
{\displaystyle {\ce {4 C6H4(CN)2 + Cu^2+ + 2e- -> CuPc}}}

### Proceso anhídrido ftálico/urea
La ecuación de reacción bruta de anhídrido ftálico y urea puede escribirse como sigue: 
{\displaystyle {\ce {4 C6H4(CO)2O + 4(NH2)2CO + Cu^2+ + 2e- -> CuPc + 8H2O + 4CO2 + 4NH3}}}

## Aplicaciones

### Catálisis
Las ftalocianinas metálicas se utilizan desde hace tiempo como catalizadores de reacciones redox. Las áreas de interés son la reacción de reducción de oxígeno y el endulzamiento de corrientes de gas mediante la eliminación de sulfuro de hidrógeno. 

### Colorante
Debido a su estabilidad, el azul de ftalo también se utiliza en tintas, revestimientos y muchos plásticos. El pigmento es insoluble y no tiende a migrar en el material. Es un pigmento estándar utilizado en tintas de impresión y en la industria del envasado. La producción industrial fue del orden de 10.000 toneladas anuales en las décadas de 1980 y 1990 sólo en Japón. Se trata del pigmento de mayor volumen de producción.
Todos los principales fabricantes de pigmentos artísticos producen variantes de la ftalocianina de cobre, designadas con el índice de color PB15 (azul) y los índices de color PG7 y PG36 (verde).
El azul ftalo, un componente habitual en la paleta de los artistas, es un azul frío con tendencia al verde. Tiene una fuerza tintórea intensa y fácilmente sobrepasa la mezcla cuando se combina con otros colores. Es un color de tinción transparente y puede aplicarse mediante técnicas de veladura.
Está presente en una gran variedad de productos, como acondicionadores para el cabello con deposición de color, parches oculares, perfumes, champús, productos para el cuidado de la piel, jabones, protectores solares, tinta para tatuajes, pasta de dientes e incluso colorantes para césped.

## Investigación
La CuPc se ha investigado a menudo en el contexto de la electrónica molecular. Es potencialmente adecuada para las células solares orgánicas por su gran estabilidad química y su crecimiento uniforme. La CuPc suele desempeñar el papel de donante de electrones en células solares basadas en donantes/aceptores. Una de las arquitecturas donante/aceptor más comunes es CuPc/C60 (buckminsterfullereno), que se convirtió rápidamente en un sistema modelo para el estudio de pequeñas moléculas orgánicas. La eficiencia de conversión de fotones en electrones en dicho sistema alcanza aproximadamente el 5%.
La CuPc también se ha investigado como componente de transistores orgánicos de efecto de campo. La ftalocianina de cobre (CuPc) se ha sugerido para el almacenamiento de datos en informática cuántica, debido al tiempo que sus electrones pueden permanecer en superposición. La CuPc puede procesarse fácilmente en una fina película para su uso en la fabricación de dispositivos, lo que la convierte en un atractivo candidato para los cúbits.

## Derivados
Aproximadamente el 25% de todos los pigmentos orgánicos artificiales son derivados de la ftalocianina. Los colorantes de ftalocianina de cobre se producen introduciendo grupos solubilizantes, como una o más funciones de ácido sulfónico. Estos tintes se utilizan ampliamente en diversos ámbitos de la tintura textil (tintes directos para el algodón), para la tintura por hilatura y en la industria papelera. El azul directo 86 es la sal sódica del ácido CuPc-sulfónico, mientras que el azul directo 199 es la sal de amonio cuaternario del ácido CuPc-sulfónico. Las sales de amonio cuaternario de estos ácidos sulfónicos se utilizan como colorantes para disolventes por su solubilidad en disolventes orgánicos, como el azul disolvente 38 y el azul disolvente 48. El colorante derivado de la ftalocianina de cobalto y una amina es el colorante ftalógeno IBN. El 1,3-Diiminoisoindoleno, producto intermedio formado durante la fabricación de la ftalocianina, utilizado en combinación con una sal de cobre da lugar al colorante GK 161. La ftalocianina de cobre también se utiliza como material de partida para la fabricación del verde de Ftalocianina G.

## Estructura, reactividad y propiedades

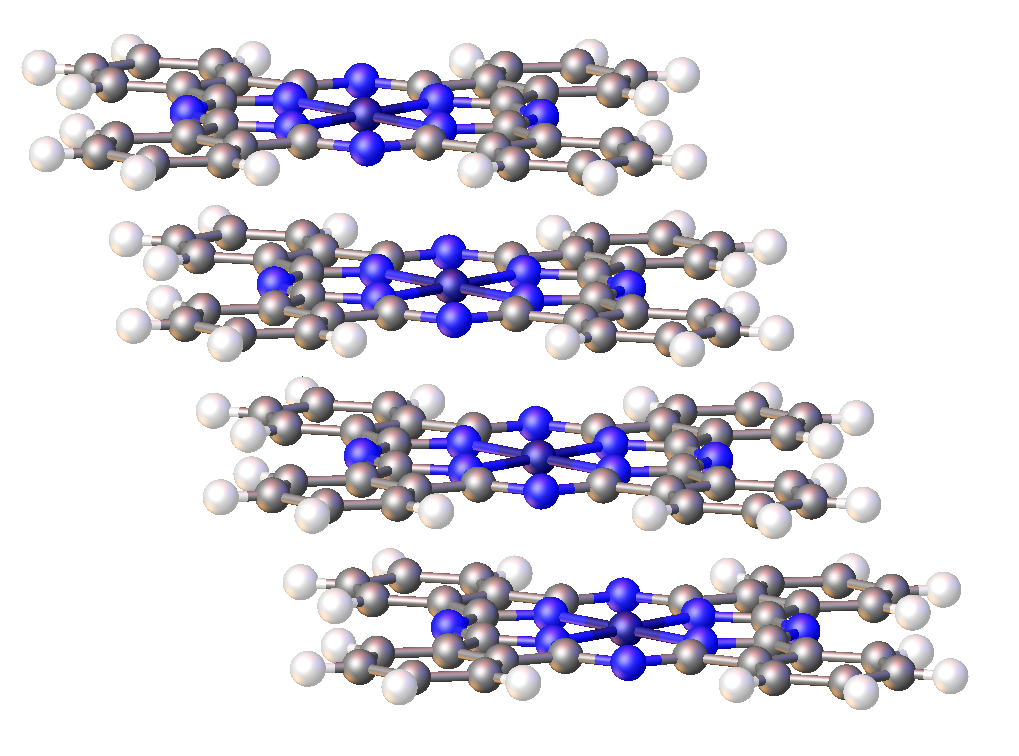
Parte de la estructura cristalina de la CuPc, en la que destaca su motivo de empaquetamiento en pila deslizada..

La ftalocianina de cobre es un complejo de cobre(II) con la base conjugada de la ftalocianina, es decir, Cu2+Pc2-. La descripción es análoga a la de las porfirinas de cobre, que también se derivan formalmente por doble desprotonación de porfirinas. CuPc pertenece al grupo puntual D4h. Es paramagnético con un electrón no apareado por molécula.
La sustancia es prácticamente insoluble en agua (< 0,1 g/100 ml a 20 °C), pero soluble en ácido sulfúrico concentrado. La densidad del sólido es de ~1,6 g/cm3. El color se debe a una transición electrónica π-π*, con: λmax ≈ 610 nm.

### Fases cristalinas
La CuPc cristaliza en varias formas (polimorfos). Se han identificado cinco polimorfos diferentes: fases α, β, η, γ y χ. Las dos estructuras más comunes en CuPc son la fase β y la fase α metaestable. Esas fases pueden distinguirse por el solapamiento de sus moléculas vecinas. La fase α tiene un solapamiento mayor y, por tanto, un espaciado Cu-Cu menor (~3,8 Å) en comparación con la fase β (~4,8 Å).

### Toxicidad y peligros
El compuesto no es biodegradable, pero no es tóxico para peces ni plantas. No se han asociado peligros específicos a este compuesto. Se estima que la DL50 oral en mamíferos es superior a 5 g por kg, sin que se hayan encontrado efectos nocivos a ese nivel de ingestión; para la ingestión crónica, la dosis estimada poco preocupante fue de 0,2 mg/kg por día en ratas. No hay pruebas que indiquen efectos cancerígenos. Se ha observado que la ftalocianina sulfonada provoca defectos neuroanatómicos en embriones de pollo en desarrollo cuando se inyecta directamente en los huevos en incubación.